# Stanley Lane-Poole
Stanley Lane-Poole (* 18. Dezember 1854 in London, England; † 29. Dezember 1931) war ein britischer Orientalist und Ägyptologe. 

## Leben
Stanley Lane-Poole war ein Neffe des Orientalisten Edward William Lane. Von 1874 bis 1892 arbeitete er im British Museum und danach in Ägypten. Von 1897 bis 1904 hatte er eine Professur für Arabische Studien am Trinity College Dublin inne. 
Als sein Hauptwerk gilt seine Geschichte Ägyptens im Mittelalter (History of Egypt in the Middle Ages, 1901), das vielfach neu aufgelegt wurde und in der Geschichte Ägyptens (A History of Egypt) von William Matthew Flinders Petrie enthalten ist.

## Veröffentlichungen (Auswahl)
Studien zu Kultur, Religion und Gesellschaft
- Abschluss des Arabic English Lexicon, das von seinem Onkel Edward William Lane unvollendet hinterlassen wurde.
- Egypt. Low, Marston, Searle, & Rivington, London 1881 (Digitalisat).
- Le Korân. Sa poésie et ses lois (= Bibliothèque Orientale Elzévirienne. Band 34, ISSN 2263-2751). Continuateur du Arabic Lexicon de E.-W. Lane. Leroux, Paris 1882 (Digitalisat).
- The Speeches & Table-Talk of the Prophet Mohammad. Chosen and Translated, with Introduction and Notes. Macmillan & Co., London 1882 (Digitalisat).
- Studies in a Mosque. Allen and Co., London 1883, (Digitalisat).
- Social Life in Egypt. A Description of the Country and Its People. A Supplement to „Picturesque Palestine“. Virtue & Co., London 1884 (Digitalisat).
- mit Arthur Gilman: The Story of the Moors in Spain. Fisher Unwin u. a., London u. a. 1886.
- mit Elias J. W. Gibb, Arthur Gilman: Turkey. Fisher Unwin u. a., London u. a. 1888 (Digitalisat).
- The Barbary Corsairs. Fisher Unwin u. a., London u. a. 1890 (Digitalisat).
- The Mohammedan Dynasties. Chronological and Genealogical Tables with Historical Introductions. Constable & Co., Westminster (London) 1894, (Digitalisat).
- Bábar (= Rulers of India.). Clarendon Press, Oxford 1899 (Digitalisat).
- History of Egypt in the Middle Ages. Methuen & Co., London 1901 (Digitalisat).
- Mediæval India under Mohammedan Rule. 712–1764. Fisher Unwin u. a., London u. a. 1903 (Digitalisat).
- Aurangzíb and the Decay of the Mughal Empire (= Rulers of India.). Clarendon Press, Oxford 1908 (Digitalisat).

Biographien
- Life of Edward William Lane. Williams and Norgate, London 1877 (Digitalisat).
- The Life of the Right Honourable Stratford Canning. Viscount Stratford de Recliffe. From his Memoirs and Private and Official Papers. 2 Bände. Longmans, Green, & Co., London u. a. 1888 (Digitalisat Band 1, Band 2).

Herausgeber
- A Consul’s Daughter and Wife (d. i.: Fanny Janet Blunt): The People of Turkey. Twenty Years Residence among Bulgarians, Greeks, Albanians, Turks, and Armenians. 2 Bände. Murray, London 1878 (Digitalisate: Band 1, Band 2).
- Edward William Lane: Selections from the Kur-Án (= Trübner’s Oriental Series. 7). New Edition, Revised and Enlarged. With an Introduction by Stanley Lane Poole. Trubner & Co., London 1879 (Digitalisat).
- The Life of the late General F. R. Chesney. By his Wife and Daughter. Allen & Co., London 1885 (Digitalisat).